# Václav Truxa
Václav Truxa OCr (22. prosince 1919 Most – 21. srpna 1990 Litoměřice) byl český římskokatolický kněz a od roku 1957 kanovník-senior litoměřické kapituly.

## Život

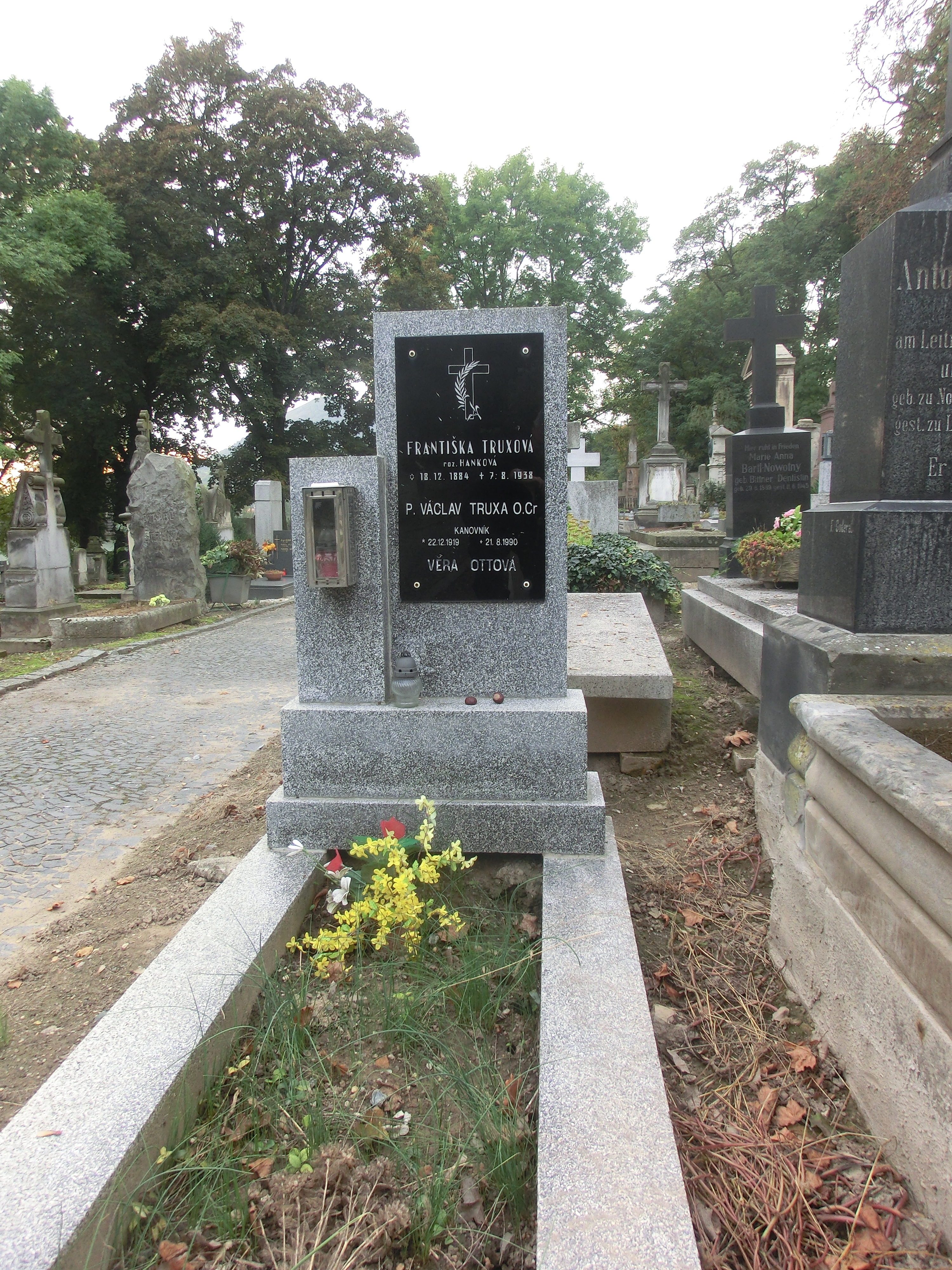
Hrob kanovníka Václava Truxy na hřbitově v Litoměřicích

Pocházel z Mostu, kde navštěvoval českou obecnou školu nacházející se v prostorách komendy rytířského řádu křižovníků s červenou hvězdou. V mosteckém kostele sv. Václava ministroval pravidelně od roku 1928. O roku 1930 studoval na reálném gymnázium v Mostě, kde také 28. května odmaturoval. Protože jeho duchovní život byl úzce svázaný s řádem křižovníků s červenou hvězdou, přihlásil se 15. září 1938 v Praze do noviciátu tohoto řádu. Jednoduché řeholní sliby složil 15. října 1939, slavné sliby 18. ledna 1942. Studium teologie dokončil v roce 1943 a 4. srpna 1943 byl v pražském chrámu Panny Marie Sněžné vysvěcen na kněze. Primiční mši sloužil 18. srpna 1943 ve farním kostele v Novém Strašecí u Kladna. Svou kněžskou službu zahájil jako konventuál v Praze u Křižovníků.
Po osvobození Československa byl 30. srpna 1945 poslán do Mostu posílit duchovní správu. Byl jmenován kaplanem v kostele sv. Václava, který spravovala křížovnická komenda v čele s komandeurem Rudolfem Čapkem; ten však byl v roce 1953 pro vysoký věk zproštěn svého úřadu a Truxa byl jmenován od 1. dubna 1953 administrátorem ve farnosti u kostela sv. Václava. Od 8. března 1955 se pak stal administrátorem děkanství v Mostě (namísto Oldřicha Hodače) a zároveň administrátorem excurrendo ve farnosti Havraň. V červenci 1955 mu byla přidělena duchovní správa dalších farností – Vtelno, Židovice a Slatinice. V prosinci 1956 byl jmenován vikářem mosteckého vikariátu. Po dvanácti letech působení v Mostě byl jmenován sídelním kanovníkem schleinitzovským v kapitule sv. Štěpána v Litoměřicích, kam se přestěhoval.
V roce 1957 byl zaregistrován jako spolupracovník-agent Státní bezpečnosti v Ústí nad Labem. Dne 1. ledna 1990 byl svazek s jeho jménem zničen.
Na litoměřickém biskupství působil v letech 1981-1989 jako kancléř a byl ubytován na Dómském náměstí čp. 6, kde se o něho starala hospodyně Věra Ottová z Mostu. Pohřben byl do hrobu na litoměřickém hřbitově, ve kterém je též pochována jeho někdejší hospodyně.